# Peant
Segons la mitologia grega, Peant (en grec antic Ποίας, Poias) fou un heroi, fill de Tàumac, cabdill de Magnèsia.
Unit amb Metone, va ser pare de Filoctetes. Figura entre els argonautes, però hi té un paper secundari. Alguna tradició, però, el va vencedor de Talos, a Creta, quan les llegendes més corrents diuen que va ser Medea qui en va sortir victoriosa.
Peant era un arquer que acompanyà Hèracles en els seus darrers moments. Algunes fonts diuen que va ser ell qui, quan tothom es negava a fer-ho, va encendre la pira on s'havia col·locat Hèracles. En agraïment, l'heroi li va donar l'arc i les fletxes. Però més sovint aquest paper el té el seu fill Filoctetes.